# Hospital Militar da Terra Chã
O Hospital Militar da Terra Chã (1943-1975) foi uma unidade de saúde militar, inicialmente dependente do Exército Português e depois da Força Aérea Portuguesa. Estava situada na Terra Chã, arredores da cidade de Angra do Heroísmo, nos Açores
A instituição começou a funcionar a 6 de Outubro de 1943, numa estrutura construída frente à igreja paroquial da Terra Chã, destinada a apoiar os militares do Corpo Expedicionário português então estacionados na ilha Terceira e os militares ingleses que então ali desembarcaram. Esse apoio foi estendido aos militares norte-americanos enquanto não dispuseram de instalações sanitárias próprias na Base das Lajes.
Em 1946, com a partida da Força Expedicionária portuguesa e das forças britânicas estacionadas nas Lajes, estas substituídas pelas forças norte-americanas ainda hoje presentes na Base das Lajes, o Hospital Militar da Terra Chã foi transferido para a tutela da Base Aérea n.º 4, recebendo a 9 de Setembro de 1946 a designação de Hospital Militar da BA4 (Terra-Chã), nome que manteve até 13 de Agosto de 1972, quando por força do Decreto-Lei n.º 296/72, de 14 de Agosto, que reorganizou o Serviço de Saúde da Força Aérea Portuguesa e determinou várias outras providências respeitantes àquele ramo das forças armadas, passou a designar‑se por Núcleo Hospitalar Especializado da Força Aérea n.º 2 (NHEFA2).
Foi único hospital da Força Aérea Portuguesa no período de 1946 até 1975, ano em que foi extinto pelo Decreto-Lei n.º 525/75, de 25 de Setembro, e desactivado na sequência da concentração dos serviços de saúde da Força Aérea Portuguesa no Lumiar, Lisboa, onde subsequentemente deram origem ao Hospital da Força Aérea. A partir de meados da década de 1960 o Hospital da Terra-Chã foi utilizado para os militares feridos evacuados dos teatros de operações da Guerra Colonial Portuguesa em África. Passaram pela instituição largas centenas de militares, cuja presença na Terra Chã foi importante na alteração da estrutura social da freguesia.
Pelo seu quadro passaram médicos ilustres que colaboraram também no Hospital de Angra. Entre esses médicos destacou-se o médico militar Dr. Viriato Garrett, chegado à Terceira em 1941 como alferes miliciano do Exército Português, trabalhou quase em permanência no Hospital desde a sua fundação. A sua actividade como cirurgião foi particularmente intensa a partir de 1957, ano em que ingressou no quadro permanente da FAP, foi promovido a capitão-médico e colocado na BA4, onde permaneceu até ao encerramento da estrutura, da qual foi director a partir de 1966.
Após o fim da actividade hospitalar, o edifício do Hospital Militar serviu de abrigo para refugiados provenientes das colónias portuguesas em África (os retornados), sendo em 1976 entregue ao então recém-fundado Instituto Universitário dos Açores, que ali instalou o seu Departamento de Ciências Agrárias. Com a transformação do Instituto em Universidade dos Açores, o imóvel passou a albergar o Campus de Angra do Heroísmo daquela instituição, situação que se mantém na actualidade, pese embora a mudança progressiva da actividade universitária para o novo campus do Pico da Urze a partir de 2004. O imóvel parece destinado a ser transformado em parque tecnológico associado à Universidade.